# Sandra Sirois
Sandra Sirois est une auteure et une animatrice de télévision québécoise. Elle est née à Montréal dans la province de Québec, au Canada. Elle est diplômée de l'Université de Montréal en Science de la communication et en Sciences politiques. Ancienne présentatrice météo à MétéoMédia et RDI, Sandra Sirois est actuellement coanimatrice de l'émission Des filles et des règles sur les plateformes de TV5 Monde Plus et de TV5. Elle est aussi l'auteure de la série jeunesse Stella, qu'est-ce que tu fais là? et de la série de romans humoristiques Sam perd... publiées aux Éditions Hurtubise. Le premier roman de la série Stella, qu'est-ce que tu fais là a été en nomination dans la catégorie Littérature jeunesse aux Prix littéraires du Gouverneur Général en 2021.

## Biographie
Sandra Sirois est diplômée de l'Université de Montréal en Sciences de la communication et en Sciences politiques. Pendant son baccalauréat, elle passe une session à l'Université Libre de Bruxelles afin d'étudier les sciences politiques et visite pendant ce temps plusieurs pays d'Europe, ce qui lui fait découvrir sa passion pour les voyages.
Après ses études, Sandra Sirois commence sa carrière en écrivant pour différents sites web et magazines québécois (notamment Canoë.ca, Cool! et Dernière Heure). Elle se spécialise dans l'art de l'entrevue et l'écriture d'articles sur la mode, l'art de vivre, la beauté, le showbizz et les voyages. Après avoir voyagé seule dans plus de 30 pays pendant quelques années, elle décide de retourner aux études et de suivre un cours privé en télévision. 
Elle remplace à quelques reprises les co-animatrices habituelles sur le show du matin et le show du retour de Radio X Montréal 91,9 FM, en plus de faire des chroniques voyages sur différents réseaux, tels que TVA, Télé-Québec et le 98,5 FM.
Entre 2014 et 2015, Sandra Sirois anime l'émission À l'affiche sur les ondes d'ADR.tv, une chaîne de télévision nationale québécoise d'intérêt public. À l'affiche est une émission d'affaires publiques portant sur les actualités criminelles et judiciaires. On y présente aussi des cas de personnes portées disparues, de suspects recherchés, en plus de discuter avec les porte-paroles de différents organismes et associations visant à servir la communauté. 
En 2015, elle remporte le deuxième prix sur 220 projets lors de la compétition P.I.T.C.H. organisée conjointement par C2 Montréal et Québecor. Le but était de créer et de vendre à un jury international composé des plus grands leaders de l'industrie de la télévision mondiale, un concept télé unique et original à envergure internationale. 
À l'automne 2015, Sandra Sirois anime la deuxième édition du Laboratoire MATV sur la chaîne MATV. Elle participe par le fait même à une grande campagne de marketing afin de promouvoir l'émission partout dans la grande région de Montréal. Le concept de l'émission se résume à une compétition de quatre réalisateurs de la relève qui produisent de courts documentaires sur des enjeux sociaux.  
Depuis 2016, Sandra Sirois est également reporter pour la Société Radio-Canada et présentatrice météo à MétéoMédia.  
En 2017, son premier roman Sam perd la carte est publié chez les Éditions Hurtubise. Pour souligner le lancement de son livre, Sandra Sirois a produit une vidéo d'elle sautant en parachute d'un avion, tout en lisant son roman dans les airs, afin de démontrer qu'il se lit bien "partout". En avril 2019, elle publie le deuxième tome de la série, Sam perd la tête, chez le même éditeur.   
En 2018, Sandra Sirois devient animatrice de l'émission Mille visages, diffusée sur les ondes de MAtv. L'émission a pour but de faire rayonner le vivre ensemble et de discuter des enjeux liés à l'immigration au Québec.  
En 2020, Sandra Sirois co-anime Des filles et des règles, une série documentaire française diffusée sur TV5 Monde + qui discute des enjeux concernant les menstruations autour du monde. La série est acclamée par la critique lors de sa sortie.  
En 2021, Sandra Sirois se lance en littérature jeunesse, en publiant, toujours aux Éditions Hurtubise, le premier tome d'une série de romans intitulée Stella, qu'est-ce que tu fais là ?

## Œuvres
- Sam perd la carte, Éditions Hurtubise, 2017
- Sam perd la tête, Éditions Hurtubise, 2019
- Stella, qu'est-ce que tu fais là ? - Tome 1, Éditions Hurtubise, 2021
- Stella, qu'est-ce que tu fais là ? - Tome 2, Éditions Hurtubise, 2021

## Prix et distinctions
- 2021 : Finaliste Prix du Gouverneur général : littérature jeunesse de langue française - texte[17] pour Stella, qu'est-ce que tu fais là ?  Tome 1